# Michael Jackson's Private Home Movies
Michael Jackson's Private Home Movies è uno speciale televisivo statunitense di due ore presentato dal cantante Michael Jackson dal Neverland Ranch e trasmesso in anteprima negli Stati Uniti su FOX il 24 aprile 2003. La prima è stata vista da 7,9 milioni di spettatori. Lo spettacolo fornisce filmati mai visti prima che rivelano la vita privata di Michael Jackson fuori dal palco oltre a momenti intimi con la sua famiglia e gli amici più stretti e alcuni making of dei suoi video.

## Descrizione

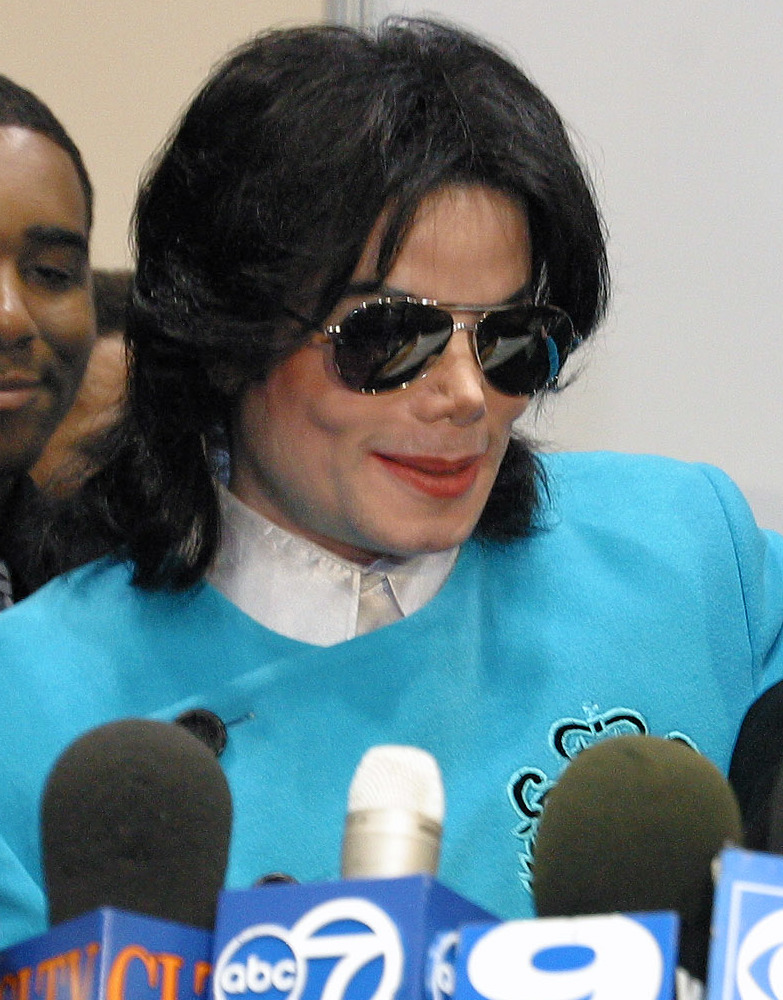
Michael Jackson nel 2003.

In seguito a molti scandali e dicerie sul suo conto, come il documentario Living with Michael Jackson, andato in onda all'inizio del 2003 creando molte polemiche, Michael Jackson decide di aprirsi al pubblico mostrando filmati privati mai visti prima di vita quotidiana con i suoi figli, amici e parenti, il lato nascosto dei tour e i dietro le quinte dei suoi videoclip e tour mondiali. L'obbiettivo di Jackson è di mettere a nudo la sua vera persona, dimostrando alle persone di non essere colui che viene descritto dai media e dai tabloid.
Secondo un amico di vecchia data di Jackson e suo ex collaboratore, l'italoamericano Frank Cascio, ad aiutare l'artista a mettere insieme il documentario sarebbe stato il regista di Hollywood, Brett Ratner, allora grande amico del cantante. Cascio ha raccontato di aver incontrato Ratner attraverso Jackson quando Ratner ha aiutato il Re del Pop a rispondere al documentario di Bashir col contro-documentario intitolato Take Two: The Footage You Were Never Meant To See. Cascio ha spiegato di aver aiutato in seguito Ratner a montare un ulteriore documentario al Neverland Ranch che si chiamava appunto Private Home Movies.

## Trama
(Michael Jackson all'inizio del documentario)
Il documentario si apre con questa introduzione dell'artista, seguita poi da un montaggio di immagini di archivio che mostrano Jackson in concerto, inseguito da fan urlanti e mentre incontra altri personaggi famosi, presidenti e reali. In seguito, si vede Jackson, con i capelli corti, una giacca nera e una T-shirt bianca, seduto su di una poltrona del suo cinema e teatro del Neverland Ranch, da dove introduce i suoi filmini privati.
Il primi filmati che l'artista presenta sono alcune rare immagini di lui assieme ai suoi familiari, quando era ancora un bambino negli anni '60, a Gary nell'Indiana, per poi proseguire arrivando ai primi video dei suoi successi con il gruppo formato coi suoi fratelli, i Jackson 5.
Michael Jackson commenta i filmati in modo divertito e commosso, mentre li osserva proiettati sullo schermo del cinema di Neverland, svelando curiosità e retroscena mai detti: essi riguardano vari aspetti della sua vita come i momenti privati nel suo ranch con la famiglia e i bambini, i filmati privati con i suoi figli, i momenti insieme a Macaulay Culkin, il suo primo Natale assieme all'amica Elizabeth Taylor, il momento in cui Jackson va a fare spesa per la prima volta da adulto e molti altri.
Non solo aspetti di vita quotidiana e privata, ma anche filmati inediti che ritraggono Jackson dietro le quinte dei suoi tour e video musicali: come inventa i suoi passi di danza, com'è nata la danza dei video di Thriller e di Bad, i momenti con Michael Jordan nella registrazione del video di Jam, gli scherzi e i momenti con John Landis e Macaulay Culkin sul set di Black Or White, l'amicizia con Chris Tucker e i momenti divertenti sul set di You Rock My World, tra i quali una scena inedita che mostra l'esplosione tagliata via dal montaggio finale. Jackson, inoltre, ci mostra cosa significa intraprendere un tour, aggiungendo inoltre di non amarli affatto a causa del dispendio di energie che essi comportano, specificando che «l'unica parte dei tour che amo è incontrare i miei fan». In un altro spezzone il cantante presenta le immagini di una festa di compleanno a sorpresa organizzata per lui dal suo entourage sul palco di uno dei concerti dell'HIStory World Tour a Copenaghen il 29 agosto 1997, giorno del suo trentanovesimo compleanno, quando il suo staff porta una grande torta sul palcoscenico accompagnati da una parata di soldati che marciano e suonano alcuni strumenti. Il cantante racconta inoltre della sua amicizia con la Principessa Diana, raccontando della sua reazione alla sua morte e delle telefonate a tarda notte nella quale i due parlavano dei problemi reciproci con la stampa scandalistica e con i paparazzi. Il documentario si conclude con delle immagini inedite dei suoi tre figli (con i volti censurati per proteggere la loro privacy) accompagnate dalle note della canzone You Are My Life, canzone estrapolata dal suo album Invincible del 2001, dedicata proprio ai suoi figli.

## Cast
- Michael Jackson
- Prince Jackson
- Paris Jackson
- Prince Michael Jackson II "Blanket"

In immagini di repertorio:
- Kieran Culkin
- Macaulay Culkin
- Eddie Murphy
- Jackie Jackson
- Janet Jackson
- Jermaine Jackson
- Joe Jackson
- Katherine Jackson
- Marlon Jackson
- Tito Jackson
- Michael Jordan
- John Landis
- Emmanuel Lewis
- Maia Newley
- Brett Ratner
- Brooke Shields
- Diana Spencer
- Elizabeth Taylor
- Chris Tucker

## Accoglienza
Alla sua prima messa in onda sul canale statunitense FOX, lo speciale è stato visto da 7,9 milioni di spettatori, una cifra non entusiasmante per la media americana dell'epoca, ma Jackson era già apparso in diversi special TV dall'inizio dell'anno, pertanto l'interesse del pubblico nei suoi confronti era ormai in calo; il The Washington Post infatti scrisse: «Questo è un notevole calo per Jackson, che è stato il re degli ascolti di febbraio. Secondo i dati sull'ascolto, 27 milioni di telespettatori si sono sintonizzati sulla trasmissione di ABC News del documentario di Martin Bashir Living With Michael Jackson, dopo di che 23 milioni hanno seguito l'intervista a PrimeTime Live di ABC News con Bashir. Giorni dopo, 15 milioni hanno visto lo speciale di Dateline della NBC Michael Jackson Unmasked e 14 milioni hanno visto Jackson confutare il documentario di Bashir nello speciale della Fox The Michael Jackson Interview: The Footage You Were Meant To See - tutti questi all'interno un periodo di soli 14 giorni».